# Каби, Мартинью Ндафа
Мартинью Ндафа Каби (порт. Martinho Ndafa Kabi; род. 17 сентября 1957, Ойо, Португальская Гвинея) — политический, государственный и дипломатический деятель Гвинеи-Бисау, который занимал пост премьер-министра страны с апреля 2007 до августа 2008 года. Является одним из руководителей Африканской партии независимости Гвинеи и Кабо-Верде (ПАИГК).

## Биография
Представитель народности Баланте.  С марта 1974 года — член Африканской партии независимости Гвинеи и Кабо-Верде. Считается сторонником жесткой линии ПАИГК.
Занимал ряд ответственных должностей в своей партии.
С мая 2004 по апрель 2005 года работал министром энергетики и природных ресурсов в правительстве Карлуша Жуниора Гомиша, позже с апреля по ноябрь 2005 года был министром обороны Гвинеи-Бисау. 
В марте 2007 года, после того как кабинет премьер-министра Аристидеша Гомеша получил вотум недоверия, кандидатура Каби на пост главы правительства была выдвинута коалицией, состоящей из партии ПАИГК, Партии социального обновления и Объединенной социал-демократической партии Гвинеи-Бисау. 9 апреля 2007 года президент Жуан Бернарду Виейра назначил его новым главой правительства.
В июле 2008 года партия ПАИГК, контролирующая 45 мест в парламенте из 100, вышла из правительственной коалиции. В результате 5 августа 2008 года президент Виейра распустил парламент, что привело к отставке правительства Ндафы Каби.
Член Политбюро партия ПАИГК.